# Judith Zoebelein
Irmã Judith Zoebelein (Estados Unidos, 1948 - ), é a webmaster do site do Vaticano desde 1995, época de fundação do website. É membro da F.S.E. - Irmãs Franciscanas da Eucaristia, uma ordem religiosa da Igreja Católica Apostólica Romana.

## Dados pessoais
Cresceu em um lar de classe média no Hamptons, ponta leste de Long Island.
Uma busca de sentido para a vida a encaminhou para a vida religiosa. Depois de mudar de Hofstra University, em Long Island, onde estudou teatro irlandês, juntou-se ao Peace Corps e passou dois anos ensinando inglês nas zonas rurais da Tailândia. Mais tarde, de volta aos Estados Unidos, estudou para ensinar inglês como segunda língua. Porém, a reunião de um grupo de freiras, as Irmãs Franciscanas da Eucaristia, reavivou o catolicismo de sua infância, e então ela ingressou na abadia de Meriden, localizada em Connecticut.
Como membro da abadia, trabalhou nas agências de serviço social, viajando pela Ásia, África, Oriente Médio, América Latina e países da Europa.

## Dados profissionais
É diretora técnica editorial do Departamento de Internet da Santa Sé. Ao longo dos anos, interessou-se por computadores, configuração de sistemas e sistemas de telecomunicações. Experimentou atividades relacionadas a estes interesses em escritórios espalhados por todo o mundo. Após as aventuras na Tailândia, no México, no Irã e em Jerusalém, em 1991 foi chamada para o Vaticano. Ela e algumas colegas foram pioneiras na Internet, lançando em 1995 o site do Vaticano,

## Dados adicionais
Para ela, a rede é o melhor caminho para atingir milhões de pessoas e conectá-las com o Divino. Embora rapidamente tenha abraçado as últimas inovações tecnológicas, não espera ver blogueiros Vaticanos tão cedo. Ela sonha em ter no futuro a Igreja na Web: encontrando formas de ajudar paróquias de todos os lugares a utilizar a Web para estender suas abrangências, especialmente para aquelas pessoas que avançam em idade durante a revolução da Internet.